# Hister sarcinatus
Hister sarcinatus är en skalbaggsart som beskrevs av Lewis 1898. Hister sarcinatus ingår i släktet Hister och familjen stumpbaggar. Inga underarter finns listade i Catalogue of Life.